# Cumberland County (Virginia)
Cumberland County ist ein County im Bundesstaat Virginia der Vereinigten Staaten. Bei der Volkszählung im Jahr 2020 hatte das County 9675 Einwohner und eine Bevölkerungsdichte von 12,5 Einwohner pro Quadratkilometer. Der Verwaltungssitz (County Seat) ist Cumberland.

## Geographie
Cumberland County liegt nahe dem geographischen Zentrum von Virginia und hat eine Fläche von 776 Quadratkilometern, wovon drei Quadratkilometer Wasserfläche sind. Es grenzt im Uhrzeigersinn an folgende Countys: Goochland County, Powhatan County, Amelia County, Prince Edward County, Buckingham County und Fluvanna County.

## Geschichte
Gebildet wurde es 1749 aus Teilen des Goochland County und des Buckingham County. Benannt wurde es nach Wilhelm August, Herzog von Cumberland, dem dritten Sohn von Georg II., König von England.

## Demografische Daten
Nach der Volkszählung im Jahr 2000 lebten im Cumberland County 9017 Menschen in 3528 Haushalten und 2487 Familien. Die Bevölkerungsdichte betrug 12 Einwohner pro Quadratkilometer. Ethnisch betrachtet setzte sich die Bevölkerung zusammen aus 60,37 Prozent Weißen, 37,44 Prozent Afroamerikanern, 0,18 Prozent amerikanischen Ureinwohnern, 0,35 Prozent Asiaten und 0,59 Prozent aus anderen ethnischen Gruppen; 1,06 Prozent stammten von zwei oder mehr Ethnien ab. 1,66 Prozent der Bevölkerung waren spanischer oder lateinamerikanischer Abstammung.

Alterspyramide des Cumberland County

Von den 3528 Haushalten hatten 30,0 Prozent Kinder und Jugendliche unter 18 Jahre, die bei ihnen lebten. 51,6 Prozent waren verheiratete, zusammenlebende Paare, 14,3 Prozent waren allein erziehende Mütter, 29,5 Prozent waren keine Familien, 24,8 Prozent waren Singlehaushalte und in 10,7 Prozent lebten Menschen im Alter von 65 Jahren oder darüber. Die Durchschnittshaushaltsgröße betrug 2,55 und die durchschnittliche Familiengröße lag bei 3,03 Personen.
Auf das gesamte County bezogen setzte sich die Bevölkerung zusammen aus 24,7 Prozent Einwohnern unter 18 Jahren, 7,3 Prozent zwischen 18 und 24 Jahren, 28,0 Prozent zwischen 25 und 44 Jahren, 25,1 Prozent zwischen 45 und 64 Jahren und 14,8 Prozent waren 65 Jahre alt oder darüber. Das Durchschnittsalter betrug 38 Jahre. Auf 100 weibliche Personen kamen 91,0 männliche Personen. Auf 100 Frauen im Alter von 18 Jahren oder darüber kamen statistisch 88,2 Männer.
Das jährliche Durchschnittseinkommen eines Haushalts betrug 31.816 USD, das Durchschnittseinkommen der Familien betrug 37.965 USD. Männer hatten ein Durchschnittseinkommen von 28.846 USD, Frauen 22.521 USD. Das Prokopfeinkommen betrug 15.103 USD. 15,1 Prozent der Bevölkerung und 11,9 Prozent der Familien lebten unterhalb der Armutsgrenze. Davon waren 19,6 Prozent Kinder oder Jugendliche unter 18 Jahre und 16,1 Prozent waren Menschen über 65 Jahre.